# FC Hansa Rostock
A Hansa Rostock egy német labdarúgóklub, melynek székhelye Rostock. Az egyik legsikeresebb klub volt Kelet-Németországban, majd később többször szerepelt a Bundesligában, ám a 2000-es évek második felében komoly hullámvölgybe került, de napjainkban már a Bundesliga 2-ben szerepel. 

## Jelenlegi keret
2014. augusztus 15. szerint
| #  |     | Poszt | Név                              |
| -- | --- | ----- | -------------------------------- |
| 1  | GER | K     | Jörg Hahnel                      |
| 2  | GER | V     | Markus Gröger                    |
| 3  | GER | V     | Steven Ruprecht                  |
| 4  | GER | KP    | Tommy Grupe                      |
| 5  | GER | KP    | Denis-Danso Weidlich             |
| 6  | TUR | V     | Aykut Erdoğan                    |
| 7  | GER | KP    | Shervin Radjabali-Fardi          |
| 8  | POL | KP    | David Blacha                     |
| 9  | GER | KP    | Julian Jakobs                    |
| 10 | GER | CS    | Mustafa Kučuković                |
| 11 | GER | KP    | Christian Bickel                 |
| 14 | GER | KP    | Max Christiansen                 |
| 15 | GER | V     | Christian Stuff (csapatkapitány) |
| 16 | GER | KP    | Martin Pett                      |

| #  |     | Poszt | Név               |
| -- | --- | ----- | ----------------- |
| 17 | NAM | KP    | Manfred Starke    |
| 18 | SLO | V     | Jovan Vidović     |
| 19 | GER | KP    | Sascha Schünemann |
| 20 | GER | K     | Fabian Künnemann  |
| 21 | GER | CS    | Halil Savran      |
| 22 | GER | K     | Johannes Brinkies |
| 23 | GER | KP    | Robin Krauße      |
| 24 | GER | V     | Lukas Pägelow     |
| 25 | GER | V     | Sebastian Pelzer  |
| 26 | GER | KP    | Dennis Srbeny     |
| 27 | GER | K     | Robin Schröder    |
| 31 | GER | KP    | Kai Schwertfeger  |
| 38 | GER | CS    | Marcel Ziemer     |

## Vezetőedzők
| - Oswald Pfau (1954–1955) - Erich Dietel (1956) - Lothar Wiesner (1956) - Willi Möhring (1956) - Kurt Zapf (1956) - Heinz Krügel (1957–1958) - Walter Fritzsch (1959–1965) - Gerhard Gläser (1965–1969) - Horst Saß (1969–1973) - Heinz Werner (1973–1975) - Helmut Hergesell (1975–1978) - Jürgen Heinsch (1978–1979) - Harry Nippert (1979–1981) - Jürgen Heinsch (1981–1985) - Claus Kreul (1985–1986) | - Werner Voigt (1986–1990) - Uwe Reinders (1990–1992) - Erich Rutemöller (1992) - Jürgen Heinsch (1992–1993) - Horst Hrubesch (1993) - Frank Pagelsdorf (1994–1997) - Ewald Lienen (1997–1999) - Andreas Zachhuber (1999–2000) - Juri Schlünz (2000) - Friedhelm Funkel (2000–2001) - Juri Schlünz (2001–2002) - Armin Veh (2002–2003) - Juri Schlünz (2003–2004) - Jörg Berger (2004–2005) - Frank Pagelsdorf (2005–2008) | - Juri Schlünz (2008) - Dieter Eilts (2008–2009) - Andreas Zachhuber (2009–2010) - Thomas Finck (2010) - Marco Kostmann (2010) - Peter Vollmann (2010–2011) - Wolfgang Wolf (2011–2012) - Marc Fascher (2012) - Andreas Bergmann (2012–2014) - Dirk Lottner (2014) - Peter Vollmann (2014-) |

## Sikerek
- Kelet-német bajnok: 1991
- Kelet-német ezüstérmes: 1955, 1962, 1963, 1964, 1968
- Kelet-német kupa: 1991
- Kelet-német kupa döntős: 1955, 1957, 1960, 1967, 1987
- Bundesliga 2 bajnok: 1995
- German Indoor bajnok: 1998
- U17-es német bajnokság ezüstérmes: 2005